# Castellar (Alpes Marítimos)
Castellar é uma comuna francesa na região administrativa da Provença-Alpes-Costa Azul, no departamento Alpes Marítimos. Estende-se por uma área de 12,2 km².